# 沖繩縣的鐵路

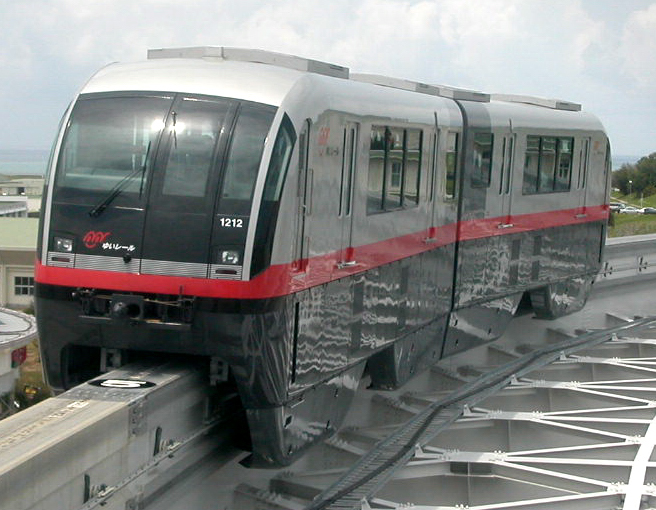
沖繩縣現存唯一的鐵道，沖繩都市單軌電車線

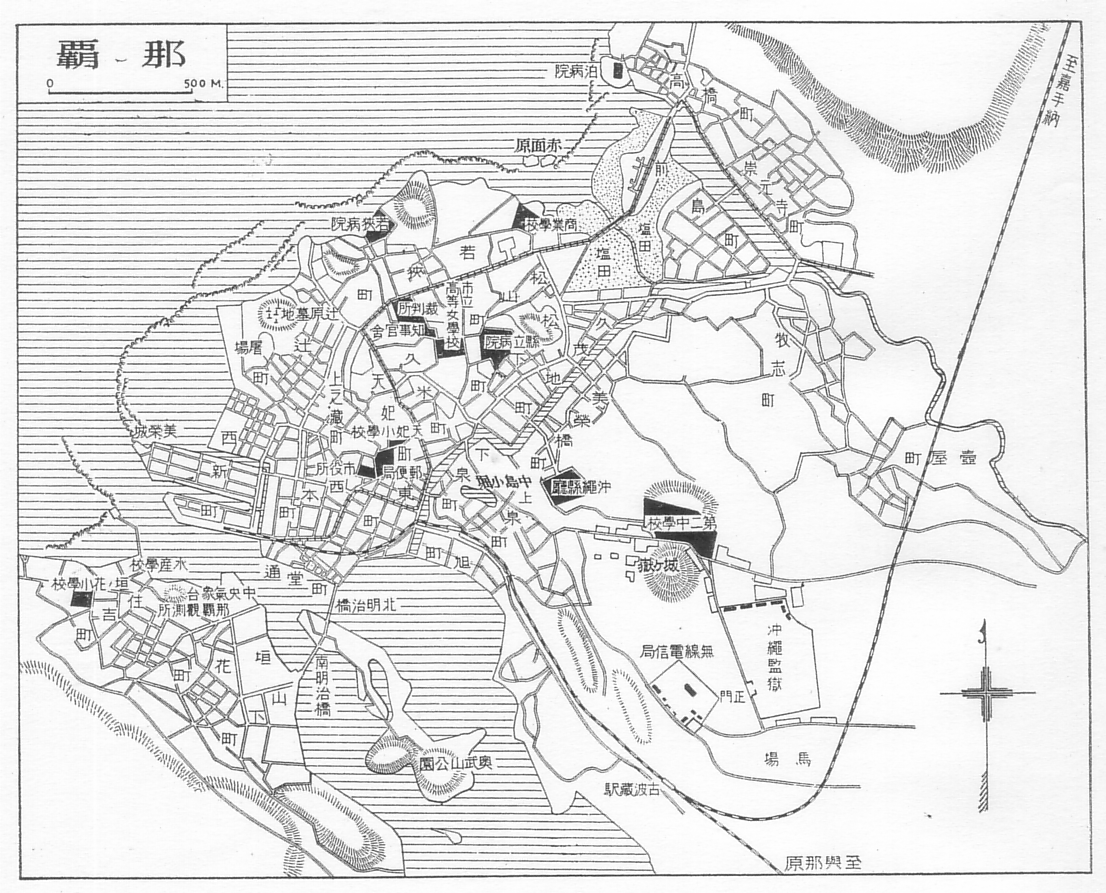
1930年的那霸市地圖有一座路面電車和一座輕便鐵路

沖繩縣的鐵路現在由沖繩縣營運，和過去的鐵路相同。

## 概要
沖繩縣的軌道運輸系統沖繩都市單軌電車線於2003年在那霸市展開營運，是一座單軌鐵路。（1945至2003年是日本唯一沒有鐵路的行政區）這是目前沖繩縣唯一的鐵道運輸，但在二戰前的沖繩島，便已經有輕便鐵路、有軌電車和馬車鐵路存在。此外，為了搬運甘蔗，南大東島的各地也存在產業鐵道。

## 歷史

### 戰後
戰後失去了鐵路運輸，道路的建設加速推進，但是到了1970年代經濟活動活躍，道路日益堵塞。

## 現在的鐵路路線

### 沖繩都市單軌電車線
戰後失去了鐵路運輸，道路的建設加速推進，但是到了1970年代經濟活動活躍，道路日益堵塞。作為對策，2003年8月沖繩都市單軌電車線開始營運。並計畫2020年開建沖繩鐵軌道。

## 未來
那霸和名護間的沖繩鐵軌道，預計將在2020年開始建設。若建成，那霸車站及系滿車站將成為日本常規鐵路系統中最西和最南的車站。（前述的單軌不是常規鐵路）